# Án lệ 56/2022/AL
Án lệ 56/2022/AL về việc giải quyết tranh chấp di dời mồ mả là án lệ thứ 56 thuộc lĩnh vực dân sự của hệ thống pháp luật Việt Nam, được Hội đồng Thẩm phán Tòa án nhân dân tối cao thông qua, Chánh án Nguyễn Hòa Bình ra quyết định công bố ngày 14 tháng 10 năm 2022, và có hiệu lực cho tòa án các cấp trong cả nước nghiên cứu, áp dụng trong xét xử từ ngày 15 tháng 11 năm 2022. Án lệ này dựa trên nguồn là Bản án dân sự sơ thẩm số 33 được ban hành 18 tháng 11 năm 2019 của Tòa án nhân dân huyện Châu Thành về tranh chấp yêu cầu chấm dứt hành vi ngăn cản di dời mồ mả, nội dung xoay quanh quyền chăm sóc, quản lý, di dời mồ mả của vợ, chồng. Án lệ này do thư ký của hai tòa án Châu Thành và Thành phố Hồ Chí Minh là Lý Văn Toán và Hồ Thị Kiều Trang đề xuất.
Trong vụ án của án lệ, người chồng của nguyên đơn khi chết đi được mai táng ở mảnh đất của anh ruột. Sau 15 năm thì nguyên đơn có nguyện vọng được di dời hài cốt chồng về mảnh đất nhà và cũng là mảnh đất của mình nhưng gặp phải sự phản đối của hai người cháu là con anh ruột, những người đã quản lý ngôi mộ trong 15 năm đó. Nguyên đơn khởi kiện và thắng kiện, đưa ngôi mộ về đất nhà, mở ra những vấn đề pháp lý về các quyền của vợ, chồng theo văn hóa, phong tục, tập quán địa phương của Việt Nam. 

## Nội dung vụ án
Tại Châu Thành, Kiên Giang có vợ chồng Vương Văn A và Trần Thị Thu V (gọi tắt: bà V), có đất nhà ở ấp Bình Lạc, xã Minh Hòa. Ông Vương A qua đời năm 2004, chôn cất ở đất của Vương B – đất của người anh ruột ở ấp Vĩnh Hội, xã Vĩnh Hòa Phú – được đứng tên và quản lý bởi hai người con là Vương T, Vương H. Việc chôn cất này là có nhờ vả và được đồng ý. Sau đó 15 năm, bà V có nguyện vọng muốn đưa hài cốt của chồng mình về chôn cất ở đất nhà Bình Lạc – nay là đất do bà đứng tên, tuy nhiên bị phản đối bởi hai người cháu, dẫn đến việc bà đệ đơn khởi kiện gửi Tòa án nhân dân huyện Châu Thành, yêu cầu tòa án giải quyết buộc hai người cháu không được ngăn cản việc bà đem hài cốt của chồng về đất nhà Bình Lạc để chôn cất.
Trong đơn kiện và tố tụng, nguyên đơn trình bày rằng trước khi chết thì chồng bà có tâm nguyện chôn cất tại đất nhà Bình Lạc, nhưng vào thời điểm qua đời (2004) thì phần đất của gia đình bà đang trong quy hoạch nên bà mới đem hài cốt về phần đất của anh chồng là Vương B chôn cất với ý định của bà và các con là nhờ để chờ qua quy hoạch sẽ đem hài cốt chồng của bà trở lại đất nhà chôn cất. Sau 15 năm, phần đất Bình Lạc ổn định, bà muốn thực hiện theo nguyện vọng của chồng bà là đem hài cốt về Bình Lạc chôn cất nhưng hai cháu ngăn cản không đồng ý. Về phía bị đơn trình bày rằng Vương A là chú ruột của hai người, lúc chết thì có chôn cất trên phần đất của gia đình họ ở Vĩnh Hội. Với yêu cầu đem hài cốt về Bình Lạc thì bị đơn không đồng ý với lý do "hài cốt hiện nay là không có người thân bên cạnh chăm sóc mồ mả", bị đơn đề nghị rằng phần mộ tạm thời để anh em họ chăm sóc, đến khi nào xác định có người thân bên cạnh thì anh em họ sẽ đồng ý để nguyên đơn di dời hài cốt. Bên cạnh đó, bị đơn trình bày rằng họ đã chăm sóc mộ khoảng 15 năm nay rồi nên không đồng ý với yêu cầu của nguyên đơn.

## Xét xử
Hội đồng xét xử, nhận định.
Ngày 18 tháng 11 năm 2019, tại trụ sở 499 khu phố Minh Phú, Minh Lương, Tòa án nhân dân huyện Châu Thành mở phiên sơ thẩm. Về quan hệ pháp luật tranh chấp, tòa căn cứ việc nguyên đơn yêu cầu bị đơn không được ngăn cản việc lấy hài cốt của chồng về đất nhà Bình Lạc để chôn cất, nên kết luận quan hệ pháp luật tranh chấp được xác định trong vụ án là "tranh chấp yêu cầu chấm dứt hành vi ngăn cản di dời mồ mả", và tòa có thẩm quyền xét xử cho dù chưa có điều luật nào quy định cụ thể vấn đề chăm sóc, quản lý, di dời mồ mà trong vụ án này. Hội đồng xét xử xét thấy trong quá trình giải quyết vụ án, các bên đều thống nhất xác định trên phần đất của bị đơn có phần mộ của Vương A; nguyên đơn là vợ hợp pháp của Vương A, nay có nguyện vọng di dời hài cốt của chồng về phần đất nhà Bình Lạc để chôn cất và chăm sóc. Tòa xét yêu cầu di dời hài cốt chồng của nguyên đơn là có căn cứ và phù hợp với phong tục tập quán cũng như truyền thống của người Việt Nam, bởi nguyên đơn có mối quan hệ vợ chồng được pháp luật cũng như các bên thừa nhận, có các quyền đối với phần mộ của chồng theo đạo lý và pháp luật về tập quán. Từ những căn cứ nhận định trên, Hội đồng xét xử xét thấy yêu cầu khởi kiện của nguyên đơn là có căn cứ nên được chấp nhận, được bảo vệ quyền dân sự, do đó, buộc bị đơn phải chấm dứt hành vi cản trở việc nguyên đơn di dời hài cốt của chồng bà về Bình Lạc. Tòa tuyên xử như nhận định, ngoài ra hoàn trả 300.000 đồng án phí cho nguyên đơn, buộc bị đơn thanh toán khoản án phí này, kết cục nguyên đơn được đem hài cốt chồng từ Vĩnh Hội về Bình Lạc, thắng kiện.

## Hình thành án lệ
Sau khi vụ việc kết thúc, bản án được ban hành, Nghiên cứu sinh, Thư ký Tòa án nhân dân huyện Châu Thành Lý Văn Toán, và Thư ký Tòa án nhân dân Thành phố Hồ Chí Minh Hồ Thị Kiều Trang đã cùng gửi đề xuất bản án dân sự sơ thẩm này làm án lệ, soạn dự thảo về nội dung lĩnh vực dân sự có những yếu tố về văn hóa, tập quán địa phương. Sau đó, đề xuất này là 1 trong 14 dự thảo án lệ vượt qua vòng đánh giá đầu tiên, việc lấy ý kiến và các kiến nghị từ công chúng và giới khoa học xã hội ngành luật ở vòng thứ hai được tiến hành từ ngày 26 tháng 5, thông qua hội thảo, và đăng tải trực tuyến trên trang tin điện tử án lệ, rồi được thảo luận, cho ý kiến ở bước thứ 3 bởi Hội đồng tư vấn án lệ vào ngày 23 tháng 6 cùng năm. Hội đồng đã đánh giá và góp ý chi tiết đối với từng dự thảo án lệ, sau đó, Chủ tịch Hội đồng tư vấn án lệ Nguyễn Hòa Bình kết luận đề nghị lựa chọn 5 trong tổng số 14 dự thảo án lệ đề nghị Hội đồng Thẩm phán Tòa án nhân dân tối cao xem xét thông qua. Ngày 8 tháng 9, Hội đồng Thẩm phán họp và quyết định thông qua 4 trong 5 dự thảo, trong đó có bản án tranh chấp yêu cầu chấm dứt hành vi ngăn cản di dời mồ mả này, chính thức là Án lệ số 56/2022/AL.